# Hungarian International 1990
Die Hungarian International 1990 fanden vom 2. bis zum 4. November 1990 in Budapest statt. Es war die 15. Auflage dieser internationalen Meisterschaften im Badminton von Ungarn.

## Sieger und Platzierte
| Disziplin    | Gold                           | Silber                             | Bronze                           |
| ------------ | ------------------------------ | ---------------------------------- | -------------------------------- |
| Herreneinzel | Ahn Jae-chang                  | Lee Kwang-jin                      | Erik Lia                         |
| Herreneinzel | Ahn Jae-chang                  | Lee Kwang-jin                      | Hans Sperre jr.                  |
| Dameneinzel  | Kang Bok-seung                 | Irina Serova                       | Diana Knekna                     |
| Dameneinzel  | Kang Bok-seung                 | Irina Serova                       | Natalja Ivanova                  |
| Herrendoppel | Lee Sang-bok Shon Jin-hwan     | Ahn Jae-chang Lee Kwang-jin        | Erik Lia Hans Sperre jr.         |
| Herrendoppel | Lee Sang-bok Shon Jin-hwan     | Ahn Jae-chang Lee Kwang-jin        | Alexej Sidorov Pawel Uwarow      |
| Damendoppel  | Hwang Hye-young Yoon Sook-jung | Natalja Ivanova Tatiana Khoroshina | Bożena Haracz Beata Syta         |
| Damendoppel  | Hwang Hye-young Yoon Sook-jung | Natalja Ivanova Tatiana Khoroshina | Kang Bok-seung Park Kyung-hee    |
| Mixed        | Lee Sang-bok Hwang Hye-young   | Shon Jin-hwan Park Kyung-hee       | Igor Dmitriev Tatiana Khoroshina |
| Mixed        | Lee Sang-bok Hwang Hye-young   | Shon Jin-hwan Park Kyung-hee       | Pawel Uwarow Natalja Ivanova     |

## Finalergebnisse
| Disziplin    | Sieger                         | Finalist                           | Ergebnis         |
| ------------ | ------------------------------ | ---------------------------------- | ---------------- |
| Herreneinzel | Ahn Jae-chang                  | Lee Kwang-jin                      | 18–15, 15–6      |
| Dameneinzel  | Kang Bok-seung                 | Irina Serova                       | 11–9, 7–11, 11–8 |
| Herrendoppel | Lee Sang-bok Shon Jin-hwan     | Ahn Jae-chang Lee Kwang-jin        | 17–14, 15–9      |
| Damendoppel  | Hwang Hye-young Yoon Sook-jung | Natalja Ivanova Tatiana Khoroshina | 15–13, 15–8      |
| Mixed        | Lee Sang-bok Hwang Hye-young   | Shon Jin-hwan Park Kyung-hee       | 15–7, 15–9       |